# Kiyoko Murata
Kiyoko Murata (?, 村田 喜代子, Murata Kiyoko; Kitakyūshū, 12 aprile 1945) è una scrittrice giapponese.

## Biografia
Nata il 12 aprile 1945 a Yahata (attuale Kitakyūshū), vive nella Prefettura di Fukuoka. 
Dopo la laurea alla Hanao Middle School, ha svolto svariati mestieri quali distributrice di giornali, usciere al cinema e cameriera.
Nel 1975 ha ricevuto un premio al Kyushu Art Festival per il racconto Suichu no Koe e da allora ha pubblicato numerosi romanzi e racconti.
Nel 1991 la sua novella d'esordio Nabe no naka dell'87 è stata trasposta in pellicola da Akira Kurosawa, al suo penultimo film.
Tra i riconoscimenti letterari ottenuti si ricorda il  Premio Akutagawa del 1987 per Nabe no naka e l'onorificenza dell'Ordine del Sol Levante nel 2016.

## Opere principali
- Nabe no naka (1987)
- Shiroi yama (1990)
- Warabi no kō (1994)
- Bōchō (1998)
- Ryūhi gyotenka (1998)
- Kokyō no wagaya (2010)
- Yūjokō (2013)
- Yakeno made (2016)
- Hito no ki (2017)
- Hi wa (2018)
- Hi-zoku (2019)

## Adattamenti cinematografici
- Rapsodia in agosto (Hachigatsu no kyōshikyoku), regia di Akira Kurosawa (1991)
- Warabi no kō, regia di Hideo Onchi (2003)

## Premi e riconoscimenti
- Premio Akutagawa: 1987 vincitrice con Nabe no naka
- Women's Literature Prize: 1990 vincitrice con Shiroi yama
- Premio letterario Noma: 2010 vincitrice con Furusato no waga ie
- Premio Yomiuri-bungaku: 2013 vincitrice con Yūjōko
- Premio Tanizaki: 2019 vincitrice con Hi-zoku